# Kalev Mutond
Kalev Mutond, né le 3 mars 1957, est l'administrateur général de l'Agence nationale de renseignements (ANR) congolaise entre 2011 et 2019. Mutond est un homme de confiance du président Joseph Kabila. Ses méthodes brutales à l'ANR lui valent des sanctions de la part des États-Unis. En RDC, une enquête pour tortures, menaces de mort, arrestations arbitraires et tentative d'assassinat est lancée et rapidement close par la justice.

## Biographie
Mutond est né le 3 mars 1957 dans la partie méridionale du Katanga, Kalev Mutond aurait commencé tout en bas de l'échelle en interne en étant « agent pointeur » devant les chancelleries occidentales à Kinshasa dans le service qui a précédé l'ANR. Grimpant un à un les échelons, il s’est ensuite rallié à l’Alliance des forces démocratiques pour la libération du Congo (AFDL) de Laurent-Désiré Kabila, le père de l'ancien chef de l'État, Joseph Kabila vers 1997, avant de poursuivre son ascension.
Il devient administrateur principal du département de la sécurité intérieure (DSI) de l’ANR en 2007 et enfin administrateur général (équivalent de directeur général) en octobre 2011.
En août 2016, Mutond est l'objet d'une plainte aux États-Unis pour torture de la part d'un conseiller américain de Moïse Katumbi.
En décembre 2016, Mutond fait partie des responsables congolais sanctionnés par le département du Trésor des États-Unis. Il lui est reproché des violences, arrestations et actes de tortures contre des membres de l'opposition qui manifestaient à la suite du report de l'élection présidentielle de 2016 par Joseph Kabila. Le département du Trésor le sanctionne aussi pour exportation illégale de minéraux.
En mai 2017, Mutond est sanctionné par l'Union européenne pour son rôle dans les violations graves et répétées des droits humains dans la répression à la suite du report de l'élection présidentielle. Ces sanctions sont reconduites en décembre 2018, en décembre 2019 et en décembre 2020,.
En mars 2019, il est remplacé à la direction de l'ANR par Justin Inzun Kakiak mais reste très proche de Kabila après le départ de ce dernier de la présidence,.
En février 2020, Mutond est interpellé à l'aéroport Ndjili de Kinshasa pour usage illégal d'un passeport diplomatique. Il est relâché peu après mais il lui est interdit de quitter le pays. Il est aussi accusé de « tentative de déstabilisation »,.
En février 2021, on apprend qu'une enquête est ouverte par le parquet général près la cour d'appel de Kinshasa-Gombe contre Mutond pour tortures, menaces de mort, arrestations arbitraires et tentative d’assassinat à l'époque où il était chef de l'ANR. En mars 2021, dans le cadre de la même enquête, son domicile est perquisitionné et un avis de recherche est émis à son encontre. Kalev Mutond disparait, partant probablement en exil dans un pays voisin.
Parti en exil pour échapper aux poursuites judiciaires, Mutond revient en RDC en septembre ou octobre 2022. Son retour aurait été négocié avec les autorités congolaises. Il demande pardon pour ses crimes et, une de ses victimes Jean-Bertrand Ewanga demande que les plaintes soient classées.
Mutond conteste les sanctions de l'Union européenne à son encontre et en mars 2023, la Cour de justice de l'Union européenne lui donne raison, considérant que les preuves de son implication ne sont pas suffisantes. Les sanctions sont par conséquent levées en juin 2023.
Le 10 août 2023, le procureur général de la cour d'appel de Kinshasa-Gombe, Robert Kumbu, annonce la suspension de l'avis de recherche qui avait été émis à l'encontre de Kalev Mutond. Les procédures judiciaires contre Mutond en RDC sont donc arrêtées mais Jean-Claude Muyambo, une des victimes de torture de l'ANR, porte plainte contre le procureur général pour cet arrêt des procédures.